# Phidias

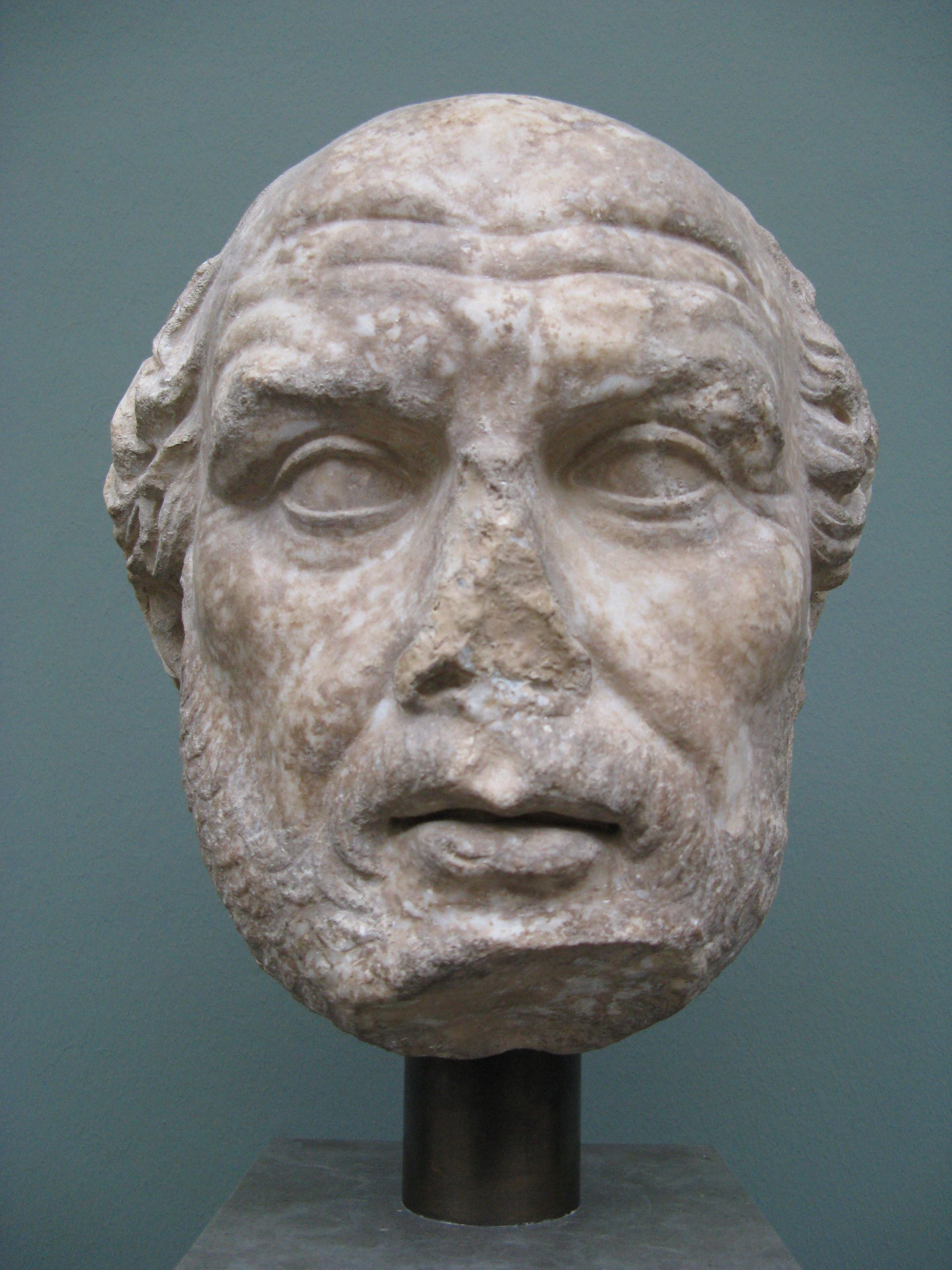
Phidias (?), Ny Carlsberg Glyptotek

Phidias (griechisch Φειδίας Pheidías; * um 500/490 v. Chr. in Athen; † um 430/420 v. Chr.) war ein antiker Bildhauer und Toreut. Er gilt als einer der größten Bildhauer der Antike und als prominenter Vertreter der griechischen Hochklassik. Seine Arbeiten sind vollständig vernichtet worden und heute nur in Kopien greifbar. Die bekanntesten Werke sind die 12 Meter hohe Zeusstatue in Olympia, die zu den Sieben Weltwundern der Antike zählte, und die Athena Parthenos in Athen.

## Leben

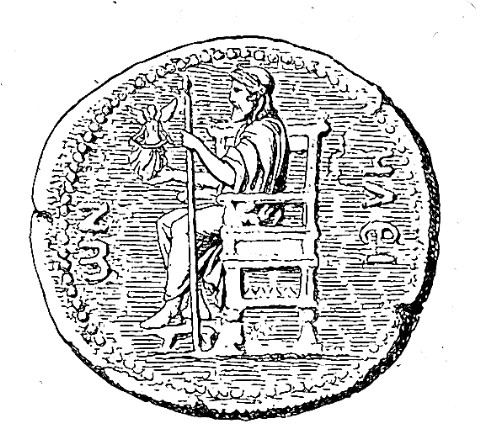
Die Zeusstatue des Phidias auf einer Münze aus Elis

Phidias wurde um 500/490 v. Chr. als Sohn des Charmides in Athen geboren (nicht zu verwechseln mit dem Athener Politiker Charmides). Über sein Leben ist sonst sehr wenig bekannt. Allein durch die Beschreibung seines Werkes kann ein ungefährer Schattenriss des Lebens sichtbar gemacht werden.
Mit großer Wahrscheinlichkeit stand Phidias in engem persönlichen Kontakt zu den Radikaldemokraten, die 462/461 v. Chr. in Athen an die Macht gelangten und deren bekannteste Vertreter Ephialtes und Perikles waren.
Zum letzten Lebensabschnitt gibt es zwei widersprüchliche Überlieferungsstränge. Gemäß der einen Überlieferung wurde Phidias, nachdem er die Statue des olympischen Zeus fertiggestellt hatte, von den Gegnern des Perikles angeklagt, Gold von der bereits zuvor geschaffenen Statue der Athena Parthenos gestohlen zu haben. Dieser Beschuldigung konnte er sich jedoch entziehen. Daraufhin warfen ihm Perikles’ Gegner Gotteslästerung vor, da er sich selbst sowie Perikles auf dem Schild der Athena Parthenos dargestellt hatte, und er wurde eingekerkert. Angeblich starb er kurz darauf an einer Vergiftung. Nach einer anderen Fassung konnte er nach Elis fliehen und schuf die Statue des olympischen Zeus erst nach Anklage und Flucht in der Verbannung. Das Todesdatum, selbst das Ende seiner Schaffenszeit gilt heutzutage allgemein als ungeklärt und wird eher um 420 v. Chr. als um 430 v. Chr. angenommen. Es gibt keinen gesicherten Grund, in der Statue des Zeus sein letztes Werk zu sehen.

## Werke

### Athena in Pellene
Phidias erhielt eine erstklassige Ausbildung bei den Bildhauern Hegias und Ageladas von Argos, der auch Lehrer von Myron und Polyklet gewesen sein soll. Die Ausbildung umfasste nicht nur die Bildhauerei in Stein, sondern auch den Bronzehohlguss in verlorener Form. Aufbauend auf diese Verfahren entwickelte Phidias später die Kunst weiter, in seinen Bildwerken unterschiedliche Materialien wie Marmor, Bronze, Glasfluss, Gold und Elfenbein zu vereinigen.
Das früheste Werk, mit dem Phidias sein Können unter Beweis stellte, war ein Athenastandbild aus Gold und Elfenbein für den Tempel in Pellene in der nördlichen Peloponnes. Es dürfte um 465 v. Chr. entstanden sein.

### Das Marathonweihegeschenk der Athener in Delphi
Phidias’ erstes großes Werk war eine Bronzegruppe, die aus dem traditionell den Göttern vorbehaltenen Zehnten aus der Schlacht bei Marathon (490 v. Chr.) finanziert wurde. Es umfasste die zehn Bronzestatuen der attischen Phylenheroen: Aias, Aigeus, Akamas, Antioches, Erechtheus, Hippothoon, Kekrops, Leos, Oineus und Pandion. Darüber hinaus waren vielleicht auch Athene als Schutzgöttin Athens und Apollon als Schutzgott Delphis dargestellt. Sie standen auf einer 16 m langen Basis vor dem Schatzhaus der Athener in Delphi. Die 10 Phylenheroen waren Ausdruck des Sieges der jungen Demokratie über alle inneren und äußeren Feinde. Gleichzeitig setzte man sich mit dem Monument unter Verweis auf die kleisthenischen Reformen bewusst von dem politischen System der Tyrannis ab. Weitere Heroen sowie ein Standbild des Miltiades, über die uns Pausanias unterrichtet, müssen als spätere, propagandistische Ausschmückung und Nutzung des Monumentes angesehen werden wie auch die Anfügung von drei ptolemäischen Königen, die sich im Hellenismus gerne als Phylenheroen in die Nähe des Marathonsieges rücken ließen.
Wenn auch das Werk selbst verloren ist, so liefert uns seine Ausformung doch sehr wichtige Informationen bezüglich der Marathonschlacht. Als Weihgeschenk aus der Beute des Sieges sollen die Heroen gegossen worden sein. Damit wurde das Überleben der Demokratie gefeiert, mit der es im Falle eines persischen Sieges vorbei gewesen wäre. Unmittelbar nach der Schlacht kam Marathon also eine lokal auf Attika beschränkte Bedeutung zu. Wenn Herodot Athen im fortschreitenden 5. Jahrhundert v. Chr. als „Vorkämpfer der Griechen“ bezeichnet, greift er damit eine gezielt gestreute Propaganda auf, die so effizient war, dass sie bis heute wirksam ist. Das Phylenmonument des Phidias jedoch liefert uns den chronologisch ersten und entscheidenden Beweis, dass Marathon für Griechenland längst nicht die Bedeutung hatte, die ihm später zugemessen wurde.

### Athena Areia in Platää
Die etwa 3,50 m hohe Statue der Athena Areia stand im Tempel, den die Athener auf dem Schlachtfeld bei Plataiai zu Ehren des Sieges über die Perser errichtet hatten. Gewand und Waffen waren aus Gold, die nackten Hautpartien der Göttin aus Marmor.
Das Standbild ist möglicherweise in römischen Kopien im Typus der Athena Medici überliefert. An der Basis befand sich das Bildnis des Arimnestos, der in den Schlachten von Marathon und Plataiai das Kontingent der Plataier befehligt hatte.
Phidias’ Standbild war Zentrum eines Ensembles, zu dem die Maler Polygnotos und Onasias mit Wandgemälden beigetragen hatten. Auf Polygnots Gemälde war die Tötung der Freier durch Odysseus dargestellt, auf dem von Onasias der erste Feldzug der Sieben gegen Theben.
Das bildliche Programm dieses Ensembles richtete sich vor allem gegen die inneren Feinde Athens. Athena, die Schutzgöttin der Stadt, usurpierte die Insignien des Ares, des Schutzgottes von Theben, das während der Perserkriege auf der Seite des Gegners gestanden hatte und ein Verbündeter Spartas war. Onasias’ Gemälde zeigte, wohin Bruderzwist führt, nämlich zum Untergang der Herrscher Thebens; Polygnotos verdeutlichte die Bestrafung jener, die göttliche Gesetze übertreten.

### Athena Promachos in Athen
Phidias begann wahrscheinlich um 460 v. Chr. an der neun Meter hohen Bronzestatue zu arbeiten; etwa um 450 v. Chr. dürfte das Werk vollendet gewesen sein. Es schmückte die Akropolis in Athen. Die 5 × 5 m große Basis für die Statue ist heute noch zu erkennen. Reste der Inschrift, die berichten, dass die Statue aus Beutegeldern finanziert wurde, sind erhalten.
Die Athena Promachos ist sehr schlecht überliefert. Auf Münzbildern ist zu erkennen, dass sie den rechten Arm ausgestreckt hielt, auf dem Nike, die Siegesgöttin, stand. Gegen das linke Bein der Göttin lehnte ein Schild, gegen ihre linke Schulter die Lanze. Auf dem Schild war der Kampf der Griechen gegen die Kentauren (Kentauromachie) dargestellt. Gearbeitet hatten ihn der Toreut Mys und der Maler Parrhasios. Nach den Perserkriegen verstand man den Kampf gegen die Kentauren als Metapher für den Kampf gegen die Perser.

### Athena Parthenos in Athen

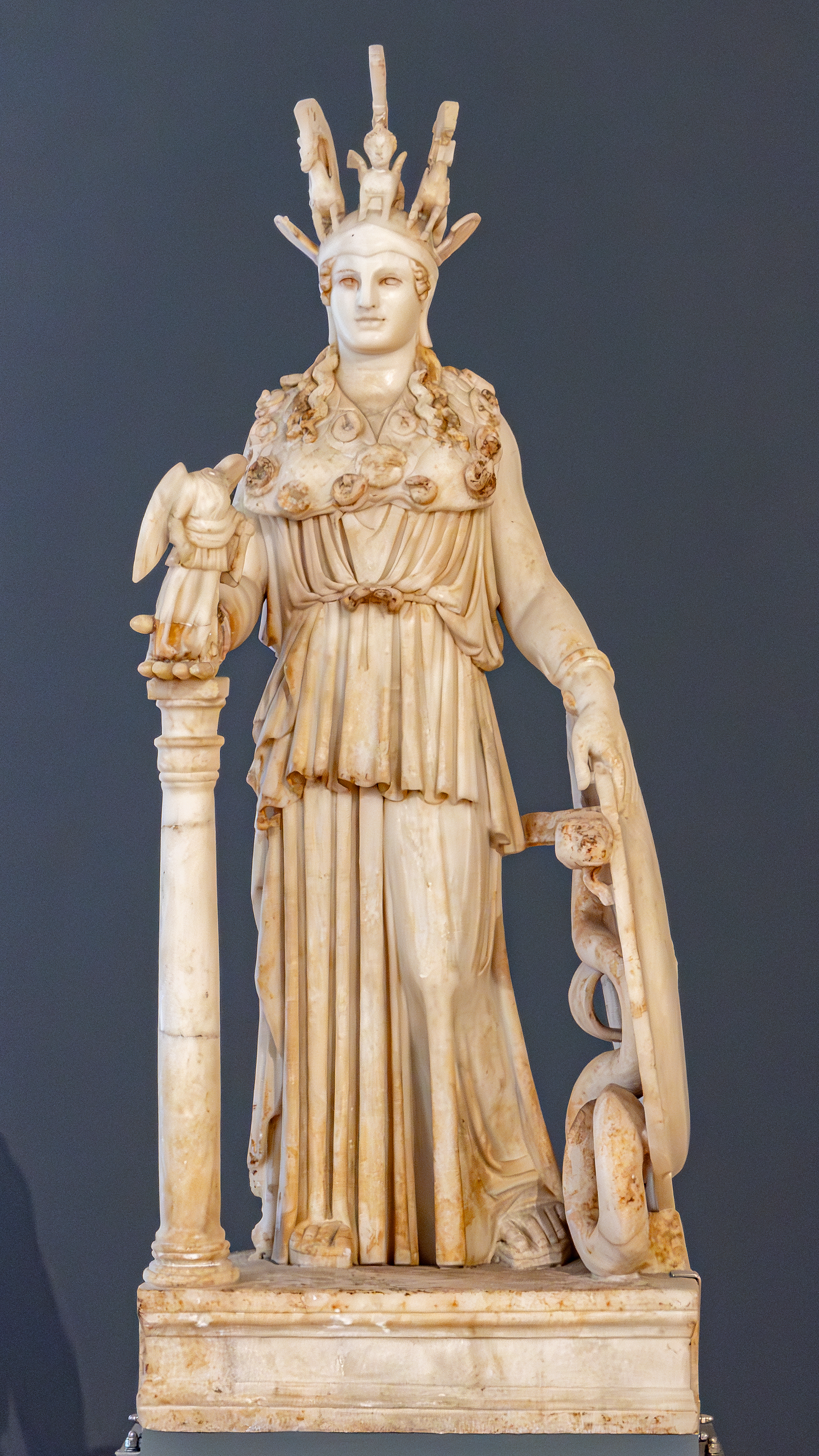
Varvakion-Statuette, Athen (Nationalmuseum, Nachbildung der Athena Parthenos)

In zahlreichen verkleinerten römischen Kopien ist die Athena Parthenos überliefert, die im Parthenon auf der Akropolis von Athen stand. Die Kolossalstatue war 11,5 m groß. Bei der Erschaffung der Athena Parthenos benutzte Phidias Elfenbein, und für die Kleidung, Sandalen und den Helm wurden ca. 1000 kg Gold verbraucht.
Auf der Außenseite des 4,80 m messenden Rundschildes war der Kampf der Athener und Amazonen im Relief dargestellt, auf der Innenseite die Schlacht der Götter und Giganten als Malerei zu sehen. Von der Malerei ist nichts überliefert, das Relief kann aber mit großer Sicherheit rekonstruiert werden:
- In der Mitte sah man ein Gorgonenhaupt, um das sich Schlangen winden.
- Darum gruppierten sich in zwei Kreisen 28 Kämpfende (davon 15–16 Amazonen), meistens in Zweier-, seltener in Dreierkonstellation. Die Amazonen waren mit einem Chiton bekleidet, die meisten Athener nackt dargestellt. Mit großer Kunst hat Phidias in einem gehobenen, idealisierenden Realismus, wie er dem heroischen Geschehen angemessen ist, den Angriff der Kämpfenden, das Verwunden und das Sterben geschildert.
- In der Darstellung eines greisen Steinwerfers sah die Antike ein Selbstporträt von Phidias.
- Auf dem Gesicht des Theseus dagegen meinte man die Gesichtszüge von Perikles zu erkennen.

In Nashville (Tennessee) steht eine maßstabsgetreue Nachbildung des Parthenon mitsamt der 11,5 m hohen Kolossalstatue der Athena Parthenos.

### Phidias und der Parthenon
Die Frage, inwieweit Phidias an der Planung und Ausführung des Skulpturenschmucks am Parthenon beteiligt war, hat in der früheren Phidias-Forschung eine große Rolle gespielt. Plutarch berichtet, Phidias habe aufgrund seiner Freundschaft mit Perikles die Leitung oder Aufsicht über alle Arbeiten auf der Akropolis innegehabt. Einige Forscher haben daraus abgeleitet, dass Phidias das Programm der Bilder entworfen habe, das dann – daran lässt die Forschung keinen Zweifel – von mehreren Meistern ausgeführt worden sei, Phidias in gewissem Sinne also der Schöpfer des Skulpturenschmucks sei.
Heute ist die vorherrschende Meinung, dass Phidias eher eine Vermittlerfunktion zwischen den verschiedenen Bildhauern besaß. Da die Stadt Athen Auftraggeber des Parthenon war, wurden alle damit in Zusammenhang stehenden Fragen (auch die künstlerischen) der Volksversammlung vorgelegt, die auf demokratische Weise darüber befand. Man kann sich vorstellen, dass ein so hervorragender Künstler und einflussreicher Politiker wie Phidias ein von ihm entwickeltes Programm der Volksversammlung zur Entscheidung vorgelegt und sich damit durchgesetzt hat. Phidias war also nicht das große, alles überragende Genie, das nur seinem eigenen Gesetz gehorcht und in unüberwindlichem Gegensatz zu einer es kaum oder gar nicht verstehenden Volksmasse Kunst geschaffen habe, sondern eingebunden in Athens demokratische Strukturen; nicht das eigene Kunstgesetz war ihm oberstes Prinzip, sondern der Wille, Athen und dessen Demokratie zu dienen. Insofern muss man den Skulpturenschmuck am Parthenon als das Gemeinschaftswerk aller Athener ansehen.

### Athena Lemnia in Athen
Die helmlose, überlebensgroße Statue der Athena Lemnia aus Bronze dürfte um 450 v. Chr. entstanden und auf der Akropolis in Athen aufgestellt worden sein. In der Inschrift wurden die Kleruchen der Insel Lemnos als Stifter genannt. Kleruchen waren Athener, die in die verbündeten Territorien entsandt wurden und dort Land erhielten und Athens Interessen wahrnahmen.
Die Göttin ist nicht behelmt, also nicht bereit zum Kampf. Sie betrachtet den Helm, den sie in der rechten Hand hält, in ruhiger Haltung. Der Speer lehnt ihr jedoch gegen die linke Schulter; er verdeutlicht ihre Kampffähigkeit.
Wohl wegen ihrer wenig kampfbegierigen Erscheinung galt die Statue in der Antike als Phidias’ schönste. Mit großer Wahrscheinlichkeit haben sich Kopien erhalten. Eine Rekonstruktion, die auf Adolf Furtwängler zurückgeht, ist in Dresden zu sehen.

### Die Zeusstatue von Olympia
Die 12 m hohe Statue im Zeustempel von Olympia ruhte auf einem inneren Gerüst aus Eisen, Gips und Holz, war außen mit Goldblech, Elfenbein und Ebenholz verkleidet und wurde in der sogenannten Chryselephantin-Technik errichtet. Dabei werden vor allem bei Götterbildern Gesicht, Hände und Füße der hölzernen oder marmornen Figuren mit Goldblech und Elfenbein verkleidet und mit Edelsteinen und gegossenem farbigem Glas verziert.
Bei Ausgrabungsarbeiten in Olympia in der Nähe des Zeustempels fand man die Überreste der Werkstatt des Phidias und darin Materialreste, Werkzeug etc., außerdem einen Keramikbecher, in dessen Boden die Worte zu lesen waren: ΦΕΙΔΙΟΥ ΕΙΜΙ (Φειδίου εἰμί Pheidiou eimi „des Pheidias [Eigentum] bin ich“).

### Amazone in Ephesos

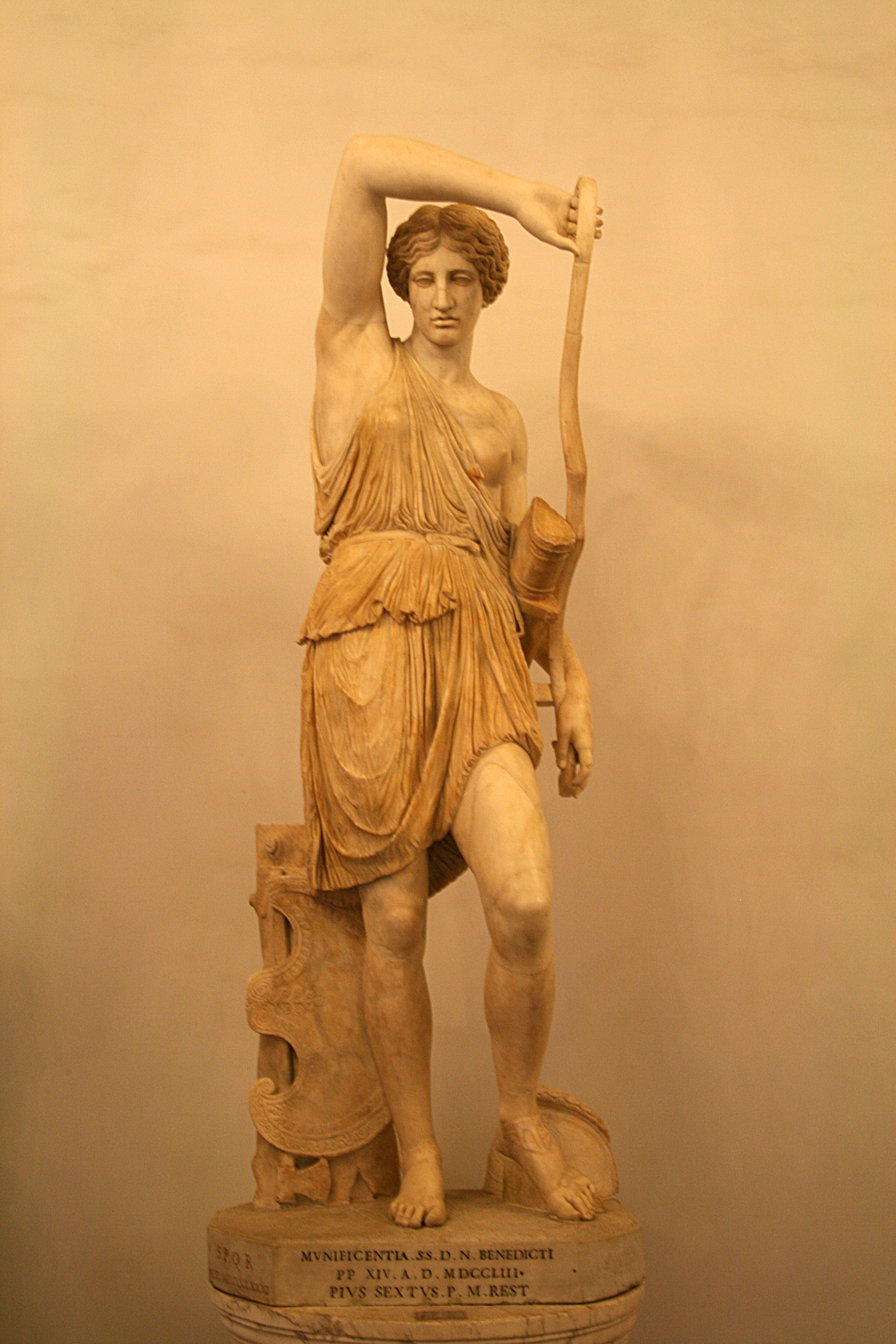
Amazone, am linken Oberschenkel verwundet (Statuentypus Mattei, römische Kopie der ursprünglichen Bronzestatue)

Antike Schriftsteller berichten über ein Amazonenmonument im Artemistempel in Ephesos. Phidias, Polyklet, Kresilas, Kydon und Phradmon fertigten je eine Amazonenstatue. Nach dem Stil der Bronzestatuen zu urteilen, dürfte das Monument um 430 v. Chr. errichtet worden sein. Die Statuen des Polyklet, des Phidias und des Kresilas sind in Kopien fassbar, die erhaltenen Statuentypen „Sosikles“, „Mattei“ und „Sciarra“ gehen auf den Wettbewerb zurück. Umstritten ist bis heute die Zuweisung der Amazonentypen an einzelne Künstler.
Die Amazonen waren der Legende nach aus Osten kommend in Attika eingefallen und von den Griechen besiegt worden. Die Überlebenden hatten in Ephesos Zuflucht gefunden. Dort waren aus den „männermordenden“ Kriegerinnen Frauen geworden, die Ehen mit Griechen eingingen und hinfort ein häusliches Leben führten. Die Amazonen wurden von der damaligen Öffentlichkeit als Sinnbild der besiegten Eindringlinge verstanden. Sie standen für das Schicksal derer, die sich gegen Athen zu stellen wagten.

### Aphrodite Urania in Elis bei Olympia
Pausanias berichtet von einer Aphrodite Urania aus Gold und Elfenbein, die im Aphroditetempel in Elis aufgestellt war. Der linke Fuß der Statue ruhte auf einer kleinen Schildkröte. Ein römischer Marmortorso in der Berliner Antikensammlung in Berlin überliefert vielleicht die Statue. Stilistisch kann man das Werk den 430er Jahren zuordnen.

### Apollon Parnopios
Pausanias berichtet von einer Apollonstatue in Athen, die Phidias zugeschrieben werde (vergleiche 1, 24, 8). Die Statue hielt einen Bogen in der einen, eine Heuschrecke in der anderen Hand. Damit begründet wird der so genannte Kasseler Apollon, die besterhaltene Kopie in einer ganzen Reihe von Marmorkopien einer Bronzeskulptur, als Apollon Parnopios identifiziert und Phidias zugeordnet. Ein Bogen und Pfeil ist in Resten in einer Hand der Kassler Skulptur nachgewiesen.